# Hoshi Sato
Chorąży Hoshi Sato – fikcyjna postać, bohaterka serialu Star Trek: Enterprise. Pełni role tłumacza i łącznościowca. Gra ją południowokoreańska aktorka – Linda Park.

## Życiorys

### Przed służba na Enterprise
W 2149 Hoshi Sato skończyła studia Exo-lingistyczne jako druga na roku. Po czym wstąpiła do Gwiezdnej Floty. Jednak już po dwóch miesiącach wysłano ją w stan zawieszenia, gdyż między nią a jej przełożonym doszło do bójki (miała czarny pas w Aikido). Po tym incydencie wyjechała do Brazylii i tam, wykładała na Uniwersytecie. 

### Służba na Enterprise
Na początku kwietnia 2151 roku została przydzielona do załogi NX-01 Enterprise, miała tam pełnić rolę tłumacza oraz łącznościowca. Głównym impulsem do jej przydziału były duże zdolności językowe, które były niezbędne do nauki Klingońskiego, by porozumieć się z Klaangiem – Klingonem, którego Enterprise miał zawieźć na rodzimą planetę – Kronosa.